# Leszek Gasztych
Leszek Gasztych (ur. 24 września 1926 w Psarach, zm. 18 lipca 2015 w Warszawie) – instruktor żeglarski i harcerski, harcmistrz, organizator żeglarstwa harcerskiego w Warszawie.

## Życiorys
Od 1935 był harcerzem w drużynie im. Tadeusza Kościuszki w Kaletach. 
Ukończył studia na Wydziale Geodezji i Kartografii Politechniki Warszawskiej. Zawodowo związany z Państwowym Przedsiębiorstwem Wydawnictw Kartograficznych od jego utworzenia w latach 50. Był szefem Wydziału Poligrafii i kierownikiem Wydziału Reprodukcji, wprowadzał w zakładzie innowacyjne technologie reprodukcji, m.in. druk triadowy, presensybilizowane formy drukowe, fotoskład.
Żeglarstwem zajmował się od lat 40., prowadził m.in. rejsy dla harcerzy śląskich na Mazurach. W 1956 został drużynowym 165 Warszawskiej Żeglarskiej Drużyny Harcerskiej, a później prowadził 166 Warszawską Wodną Drużynę Harcerską. Był inicjatorem powołania latach 70. Harcerskiego Ośrodka Wodnego w Warszawie na Cyplu Czerniakowskim, a następnie jego komendantem i pilotem Chorągwi Stołecznej ZHP. Organizował liczne żeglarskie obozy harcerskie i rejsy, akcje pozyskiwania, budowy, przebudowy i remontów sprzętu żeglarskiego, oraz rozbudowy HOW. Inspirował harcerzy do tworzenia harcerskich drużyn i zespołów specjalności wodnej, był wychowawcą wielu znakomitych żeglarzy i wybitnych działaczy żeglarskich.
Członek honorowy Polskiego Związku Żeglarskiego, odznaczonym m.in. Honorową Odznaką „Zasłużony Działacz Żeglarstwa Polskiego”.
Pochowany na Cmentarzu Prawosławnym na warszawskiej Woli.